# 村瀬宣親

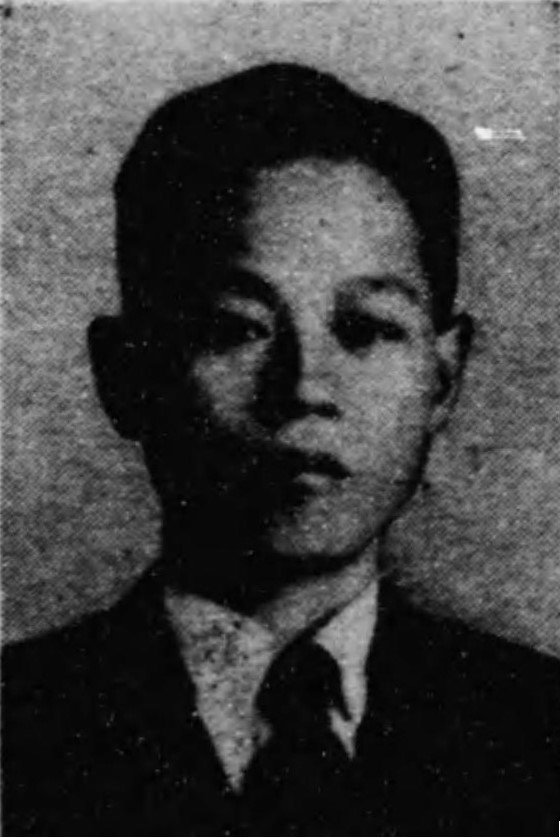
村瀬宣親

村瀬 宣親（むらせ のぶちか、1902年（明治35年）1月25日 - 1966年（昭和41年）12月13日）は、昭和期の政治家。衆議院議員、愛媛県越智郡乃万村長。

## 経歴
愛媛県越智郡乃万村延喜（現今治市）で生まれる。今治中学校（現愛媛県立今治西高等学校）を経て、神戸高等商業学校（のち神戸商業大学）で学んだが中退。今治市役所に入り、産業課長、土木課長などを務めた。その後、中華民国に赴き興亜院嘱託、山東省青島港建設事務所会計課長、青島埠頭 (株) 総務課長などを歴任した。
戦後、今治に引揚げ、乃万村長を務めた。1947年（昭和22年）4月の第23回衆議院議員総選挙に愛媛県第2区から民主党公認で出馬して初当選。第24回総選挙で再選されたが、第25回総選挙は改進党公認で出馬して次点で落選。1953年（昭和28年）4月の第26回総選挙で再選された。第27回総選挙は日本民主党公認で出馬して次点で落選。また、越智茂、砂田重政の死去に伴い1958年（昭和33年）2月に実施された同選挙補欠選挙に自由民主党公認で出馬したが次点で落選。同年5月の第28回総選挙で再選され、衆議院議員に通算4期在任した。この間、 第1次鳩山一郎内閣・経済審議政務次官、衆議院科学技術振興対策特別委員長、第1次池田内閣・法務政務次官、科学技術庁顧問、新東京国際空港公団監事、民主党農政部長、同遊説部長、同総務、国民民主党組織局次長、同総務委員、改進党政策委員長代理、同本部事務局長、同副幹事長、同青年局長、自由党治安対策特別副委員長などを務めた。その後、第29回、第30回総選挙に立候補したがいずれも次点で落選した。